# Покшивниця (Пултуський повіт)
Покшивниця (пол. Pokrzywnica) — село в Польщі, у гміні Покшивниця Пултуського повіту Мазовецького воєводства.
Населення — 465 осіб (2011).
У 1975-1998 роках село належало до Цехановського воєводства.

## Демографія
Демографічна структура станом на 31 березня 2011 року:
|          | Загалом | Допрацездатний вік | Працездатний вік | Постпрацездатний вік |
| -------- | ------- | ------------------ | ---------------- | -------------------- |
| Чоловіки | 230     | 50                 | 155              | 25                   |
| Жінки    | 235     | 47                 | 146              | 42                   |
| Разом    | 465     | 97                 | 301              | 67                   |